# 岡野恒也
岡野 恒也（おかの つねや、1926年9月2日 - 2003年7月21日）は、日本の心理学者、動物行動学者。

## 略歴
東京市（現大田区大森）生まれ。1950年東京文理科大学心理学科卒。1956年同大学院修了。1955年松商学園短期大学助教授、1956年東横学園女子短期大学助教授、1967年明星大学人文学部助教授。
1972年「類人猿の知能的行動に関する心理学的研究」で東京教育大学文学博士、静岡大学教養部教授、1982年日本女子大学文学部教育学科教授、1990年同人間社会学部心理学科教授、1995年愛知みずほ大学教授、1997年学長、1999年退任。

## 著書
- 『オラン・ウータンの島 ボルネオ探訪記』（紀伊国屋新書） 1965
- 『チンパンジーの知能』（ブレーン出版） 1980
- 『比較心理学への道』（玉川大学出版部、玉川選書） 1980
- 『常識にない心理学の話』（酒井書店） 1982

### 共編著
- 『比較心理学』（浅見千鶴子共著、ブレーン出版） 1980
- 『霊長類心理学 1』（編著、ブレーン出版） 1983
- 『心理学事始』（藤井尚教, 小山高正共編著、ソフィア） 1991
- 『教養の心理学 新版』（藤嶋輝子共編、酒井書店・育英堂） 1992
- 『比較発達心理学』（編著、ソフィア） 1992
- 『社会性の比較発達心理学』（監修、牧野順四郎, 南徹弘, 小山高正, 田中みどり, 加藤克紀編、アートアンドブレーン） 2001
- 『地域福祉イベントのノウハウ 東村山市福祉のつどい 20年のあゆみ』（東村山市障害者週間福祉のつどい実行委員会編、鈴木禎一, 吉田謙, 倉田博継, 長渕晃二共著、筒井書房、地域福祉実践シリーズ） 2001

## 翻訳
- 『動物心理学』（P・L・ブロードハースト、石原静子共訳、誠信書房） 1966
- 『乳幼児のヒューマンエソロジー 発達心理学への新しいアプローチ』（N.Blurton Jones編、監訳、ブレーン出版） 1987
- 『悲劇のチンパンジー 手話を覚え、脚光を浴び、忘れ去られた彼らの運命』（ユージン・リンデン、柿沼美紀共訳、どうぶつ社、自然誌選書） 1988